# Schloss Groß-Söding

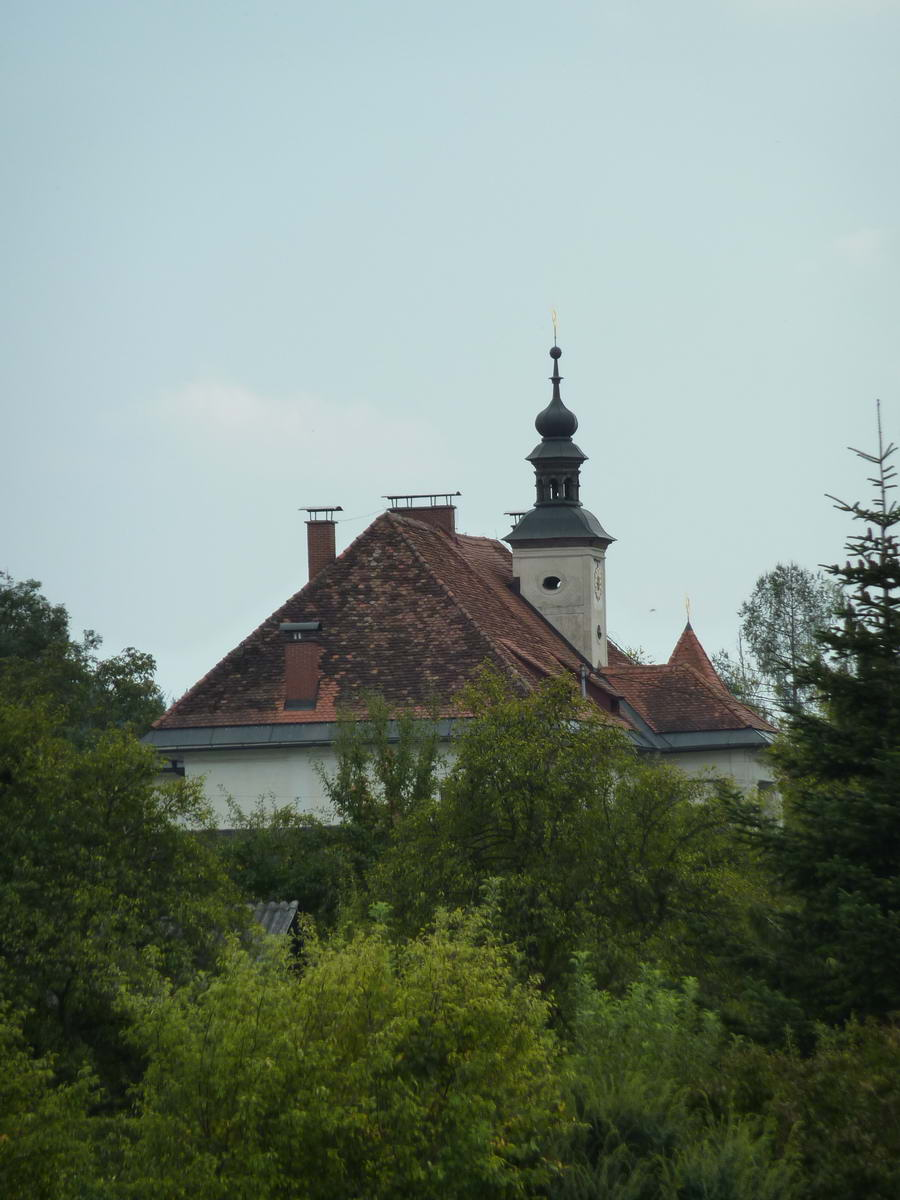
Das Schloss im September 2011

Das Schloss Groß-Söding, auch einfach Schloss Söding und früher auch Staigerhof genannt, befindet sich in der Gemeinde Söding-Sankt Johann im Bezirk Voitsberg in der Weststeiermark (Österreich). Die Ursprünge des Schlosses gehen bis auf den Anfang des 12. Jahrhunderts zurück. Seit 1967 befindet es sich im Besitz der Familie Sparowitz, welche in einem Teil des Schlosses Mietwohnungen einrichten ließ.

## Standort
Das Schloss mit der Adresse Am Schloßbühel 1 befindet sich im nordwestlichen Teil des Ortsgebietes von Söding, am nordwestlichen Ende des Dorfes Großsöding. Es steht auf einem ansteigenden Hang eines kleinen Hügels.

## Geschichte

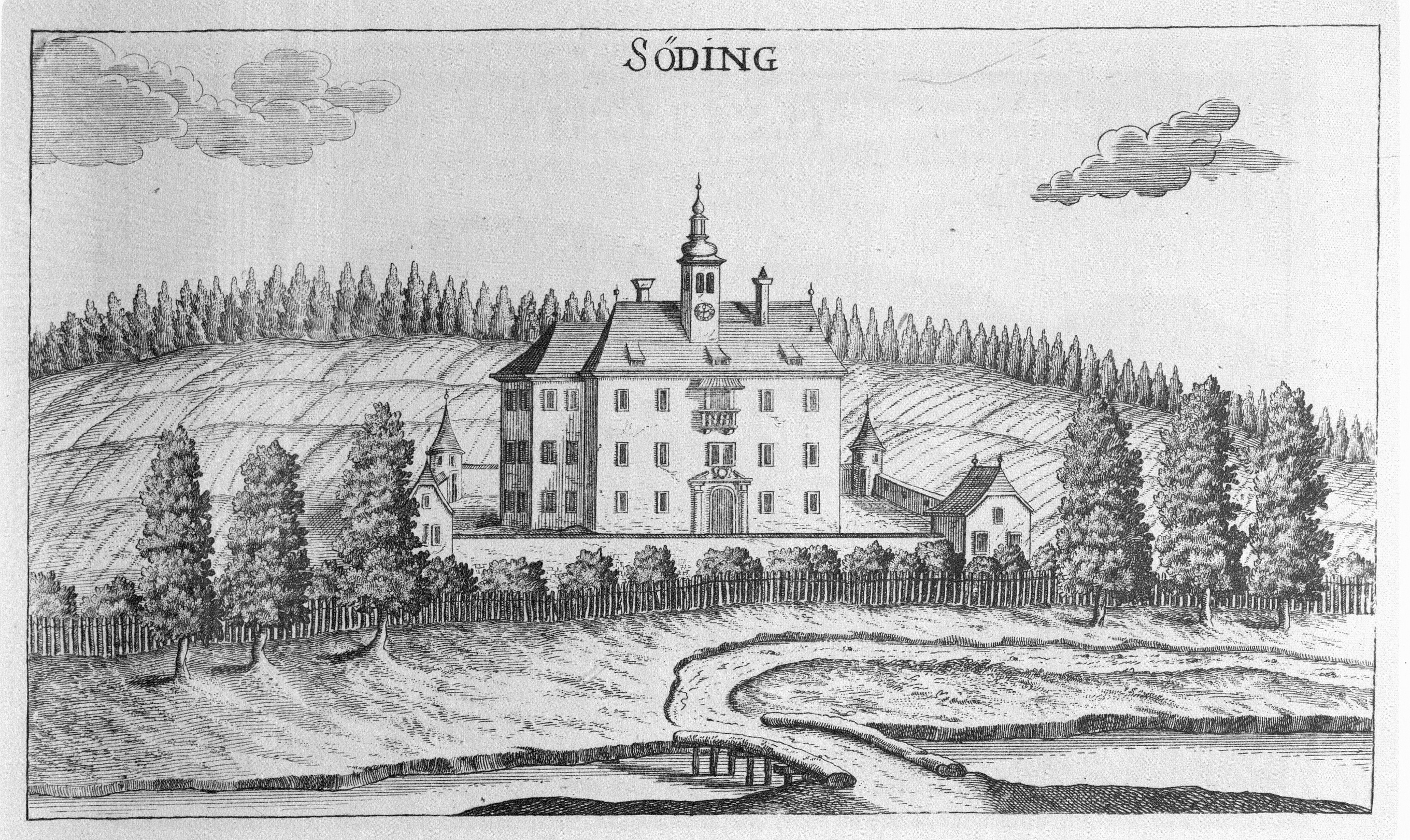
Kupferstich des Schlosses Groß-Söding aus Vischers Topographia Ducatus Styriae, 1681

An der Stelle des heutigen Schlosses befand sich vermutlich bereits im 11. Jahrhundert ein kleiner hölzerner Wehrbau, welcher wahrscheinlich von Gefolgsleuten der Eppensteiner verwaltet wurde. Den Eppensteinern gehörte zu jener Zeit auch ein Großteil des umliegenden Gebietes. Die erste urkundliche Erwähnung der „villa Sedinge“ erfolgte im Jahr 1103, als der Kärntner Herzog Heinrich III. den Wehrbau dem Stift St. Lambrecht schenkte. Das Stift St. Lambrecht tauschte das Gut im Jahr 1147 mit dem Stift Rein gegen andere Liegenschaften ein. Das Stift Rein hatte zuvor bereits ein anderes Gut in Söding von König Konrad III. erhalten und nutzte Groß-Söding als Wirtschaftshof für die beiden vereinigten Güter.
Im Laufe des 14. Jahrhunderts kam das Anwesen an die Stadecker. Im Jahr 1369 überließ Hans von Stadeck das Gut Mert den Perner, einem seiner Dienstmannen, dessen Nachkommen sich nach dem Anwesen Söding nannten. Die Familie Neuburger erwarb Groß-Söding im 15. Jahrhundert. Im Zuge der im Jahr 1529 zur Finanzierung der Türkenkriege eingehobenen Quart ging das Anwesen an den aus Graz stammenden Wolfgang Staiger und dessen Familie. Gotthard Schober begann 1563 mit dem Ausbau des Hofes zu einem Schloss. Nach ihm kam es zu häufigen Besitzerwechsel, so gehörte Groß-Söding 1567 Wilhelm von Gleisbach und 1629 Erasmus Neuburger. Im Jahr 1591 wird ein Burgfrieden zu Groß-Söding erwähnt, dessen Ausdehnung aber nicht weiter beschrieben wird. Christina Neuburger, eine gebürtige Staiger, verkaufte am 25. Oktober 1632 das Schloss an Sebald Roll. Ab 1665 war Groß-Söding als Fideikommissherrschaft im Besitz der Familie Keller von Kellersperg. Die Familie vergrößerte die Herrschaft 1671 durch Anschluss ihrer Herrschaft Altenberg und 1784 durch Anschluss der Herrschaft Winterhof und der Gült Rollau. So gehörten gegen Ende des 18. Jahrhunderts 116 untertänige Häuser in 32 Gemeinden und drei Ämtern. In der zweiten Hälfte des 18. Jahrhunderts ließ die Familie Kellersperg das Schloss stark umgestalten, was teilweise die Form eines Neubaues annahm. Ernst zu Kellersperg verpachtete das Schloss im Jahr 1802 kurzfristig an Anton von Moscon sowie zwischen 1804 und 1810 an den Grafen Joachim von Lengheimb. Während des Zweiten Weltkrieges beherbergte das Schlossgebäude eine Schule für Weberei. Groß-Söding befand sich bis 1960 im Besitz der Familie Kellersperg und gehört seit 1967 der Familie von Lutz Sparowitz. Ein Teil des Schlosses beherbergt heute Mietwohnungen.

## Schloss
Das Schloss ist ein dreigeschoßiger Baublock mit Walmdach auf viereckigem Grundriss, der in seiner heutigen Form aus dem 18. Jahrhundert stammt. An der Eingangsfront befindet sich ein mit Säulen geschmückter, erkerartig vorspringender Mittelbau. Über dem Mittelbau befindet sich ein kleiner barocker Dachreiter mit Zwiebelhelm. Im Süden befindet sich ein Anbau mit einem quadratischen Eckturm. Der Ehrenhof wird von um 1800 neu erbauten ein- und zweigeschoßigen Wirtschaftsgebäuden flankiert.

Einige Teile der ursprünglichen Innenausstattung hat sich bis heute in den Sälen und Zimmern erhalten. In der zentralen Halle Obergeschoßes wurden 1972 Wandmalereien aus dem Ende des 17. Jahrhunderts freigelegt und restauriert. Diese zeigen in der Art der Commedia dell’arte tanzende Musikanten. Die 1687 erbaute Schlosskapelle ist mit gleichzeitigen Stuckarbeiten ausgeschmückt. Der um 1700 von Johann Veit Hauck aufgestellte Hochaltar hat ein Altarbild, das die Heilige Sippe zeigt. Im 19. Jahrhundert wurden Freskenreste aus der damals abgetragenen Kapelle der Grazer Burg hierher verbracht. Diese wurden um 1600 von Egyd de Rye gemalt und sind heute in den Kapellenwänden eingelassen.

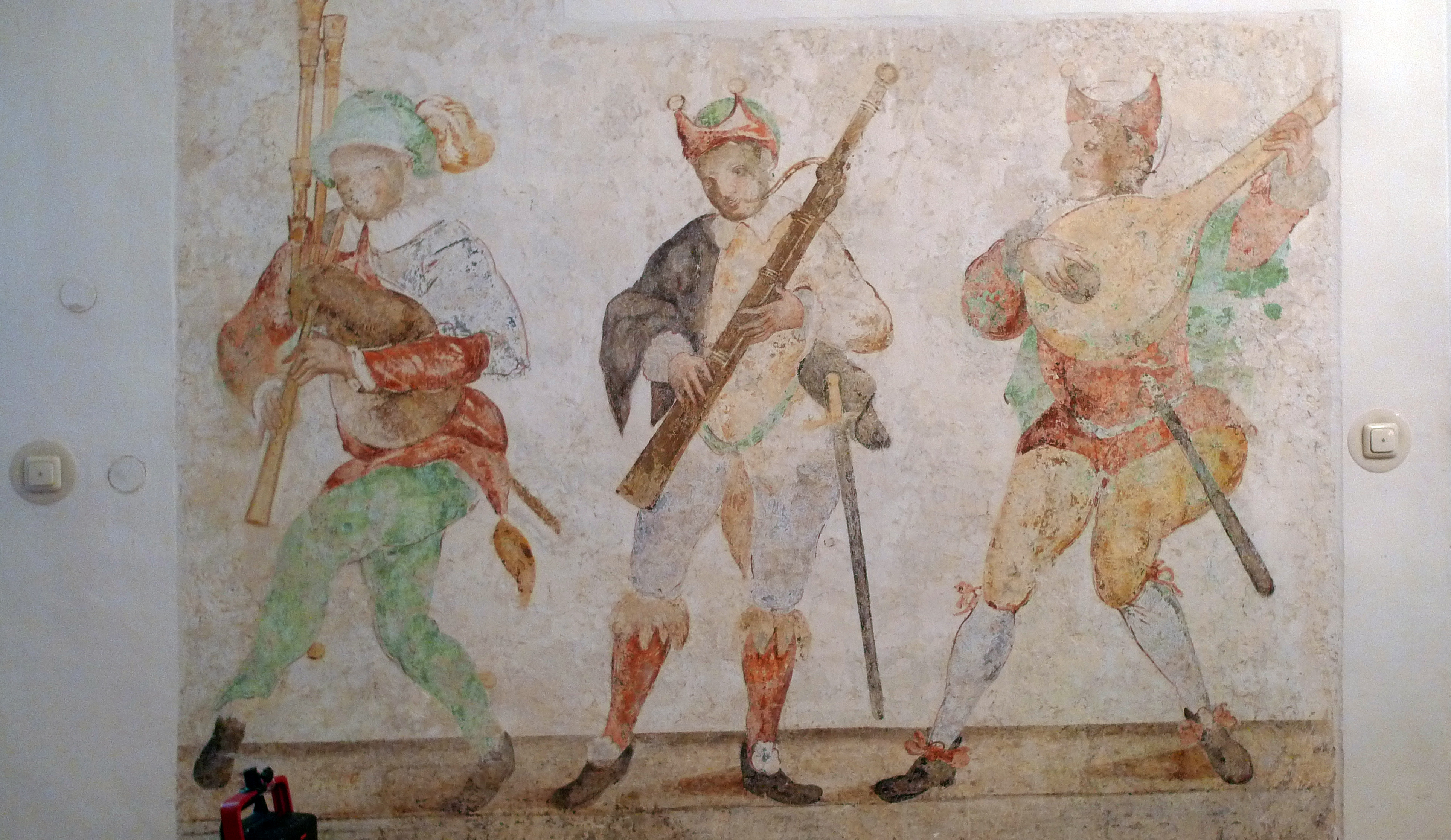
Schloss Söding - profane Fresken 17. Jh.

Die einstigen Wehranlagen wie Gräben und Umfassungsmauer sind nicht erhalten. Heute ist das Schloss von einem Park mit alten Bäumen umgeben.